# Дереокоріс крапчастий
Дереокоріс крапчастий (Deraeocoris punctulatus) — вид клопів родини трав'яних клопів (Miridae).

## Поширення
Вид поширений в Європі та Азії. Також був завезений до Канади та Аляски. Поширений по всій Україні.

## Опис
Комаха має довжину тіла від 3,8 до 4,5 зі змінним забарвленням: від світлого через відтінки коричневого до майже чорного. Голова завжди темна і відносно коротка. Пронотум має чітке крапчасте забарвлення.

## Спосіб життя
Це хижак , який полює на дрібних комах. Віддає перевагу теплим місцям, де зазвичай тримається на землі. Часто зустрічається в угрупованнях рудеральної рослинності. Зимує на стадії імаго, нове покоління якого з'являється в липні.